# فلورفينيكول
فلورفينيكول (بالإنجليزية: Florfenicol)‏؛ هو مضاد حيوي اصطناعي واسع الطيف فعال ضد معظم أنواع البكتيريا موجبة الغرام وسالبة الغرام.والفلورفينيكول عبارة عن مشتق من مشتقات كلورامفينيكول المفلورة، ويعمل من خلال تثبيط صناعة البروتين عند المستوى الريباسي ويستعمل أيضاً كمبيد للجراثيم، يستخدم بشكل أساسي كدواء بيطري.

## دواعي الاستعمال
يستخدم فلورفينيكول كعلاج وقائي وعلاجي لإلتهابات القناة المعدية المعوية والمجاري التنفسية الناتجة عن الكائنات الحية الدقيقة الحساسة للفلورفينيكول عند الدواجن مثل البكتيريا المشعشعة والباستوريله والسلمونيلا والمكورات العنقودية.